# Наш дом
«Наш дом» — советский художественный фильм, последняя картина кинорежиссёра Василия Пронина. Был снят на киностудии Мосфильм в 1965 году.

## Сюжет
Жизнь большой рабочей семьи со своими бедами и радостями. Сюжет состоит из нескольких эпизодов, каждый из которых характеризует какого-то члена семьи. Общий вечер с семейным застольем и коллективное решение купить фортепиано для подающего надежды пианиста Дмитрия и его творческие поиски; покупка инструмента и трогательное фотографирование на его фоне; мощный и эмоциональный рассказ обычно спокойного дяди Коли о военных годах; неурядицы в семейной жизни Владимира и его увлечённость Татьяной; наконец, визиты школьной учительницы к родителям по поводу младшего, но вполне самостоятельного Серёжи. В самые сложные моменты жизни никто из семьи не остаётся один. Нужное слово каждому находит отец, нужный взгляд — мать. Будни с ними делит Москва: панорамные съёмки встречи космонавтов, отъезд сотен молодых людей на комсомольские стройки Сибири, бытовые зарисовки на набережных, улицах, в кафе.

## В ролях
- Ивановы:
  - Анатолий Папанов — отец, Иван Иванович Иванов
  - Нина Сазонова — мать, Мария Ивановна Иванова
  - Вадим Бероев — Николай, 1-й сын
  - Алексей Локтев — Владимир, 2-й сын
  - Геннадий Бортников — Дмитрий, 3-й сын
  - Саша Сесин — Серёжа, 4-й сын
  - Таисия Додина — Нина, жена Володи
- Иван Лапиков — дядя Коля
- Нелли Корниенко — Таня
- Николай Бармин — ревизор в автобусе
- Вячеслав Бутенко — пассажир автобуса
- Юрий Кузьменков — пассажир автобуса (в титрах — Кузменков)
- Всеволод Шиловский — пассажир автобуса
- Галина Ванюшкина — диспетчер Новикова
- Владимир Высоцкий — радиотехник
- Геннадий Ялович — радиотехник
- Юрий Медведев — сосед за столиком в пивной
- Сергей Цейц — сосед за столиком в пивной
- Игорь Пушкарёв — студент консерватории
- Клавдия Хабарова — эпизод
- Инна Кара-Моско — студентка консерватории (нет в титрах)

## Съёмочная группа
Режиссёр-постановщик — Василий Пронин

Автор сценария — Евгений Григорьев

Режиссёр — Ирина Мансурова

Оператор — Эра Савельева

Композитор — Николай Каретников